# تند (فیلم ۲۰۱۳)
تند 
(به تلوگویی: Mirchi) فیلمی محصول سال ۲۰۱۳ و به کارگردانی کوراتالا سیوا است. در این فیلم بازیگرانی همچون پرابهاس، آنوشکا شتی، ریچا گانگوپادیای، ساتیاراج، نادیا رای، آدیتیا، سامپات راج ایفای نقش کرده‌اند.